# كليم بيفانز
كليم بيفانز (بالإنجليزية: Clem Bevans)‏ مواليد 16 أكتوبر 1879 في أوهايو، الولايات المتحدة - الوفاة 11 أغسطس 1963 في كاليفورنيا، الولايات المتحدة، هو ممثل أمريكي بدأ مسيرته الفنية سنة 1900. امتدت مسيرته الفنية لأكثر من 62 عاما.

## الأعمال
- الرقيب يورك
- الكوميديا الإنسانية
- الرضيع
- الوجه الأمهق
- هارفي

## روابط خارجية
- كليم بيفانز على موقع IMDb (الإنجليزية)
- كليم بيفانز على موقع ألو سيني (الفرنسية)
- كليم بيفانز على موقع أول موفي (الإنجليزية)
- كليم بيفانز على موقع قاعدة بيانات الأفلام السويدية (السويدية)
- كليم بيفانز على موقع إن إن دي بي (الإنجليزية)
- كليم بيفانز على موقع قاعدة بيانات الفيلم (الإنجليزية)
- كليم بيفانز على موقع كينوبويسك (الروسية)